# Italo Cocci
Italo Cocci (Offida, 14 aprile 1953) è un politico e sindacalista italiano.

## Biografia
Sindacalista della CGIL, è segretario della Camera del Lavoro di Fermo dal 1979 al 1983 e poi membro della segreteria provinciale di Ascoli Piceno dal 1985, ricoprendo il ruolo di segretario generale della Camera del Lavoro ascolana dal 1989 al 1994.
Viene eletto alla Camera dei deputati nel 1994 nelle file di Rifondazione Comunista e per la XII legislatura fa parte prima della Commissione Trasporti, Poste e Comunicazioni e poi (dal giugno 1995) della Commissione Lavoro pubblico e privato.
Ricandidato alle elezioni politiche del 1996 per il centro-sinistra nel collegio uninominale di San Benedetto del Tronto, viene sconfitto dall'esponente del centro-destra.
Dal 1998 aderisce al Partito dei Comunisti Italiani, con il quale è candidato alle elezioni europee del 1999 nella circoscrizione Italia centrale, senza risultare eletto.